# Putilatex
Putilatex es un grupo español de electroclash nacido a principios de los 2000 en Albacete. Se les considera pioneros del electroclash español, caracterizado por la mezcla de música electrónica con elementos del punk y la cultura pop kitsch. Sus letras suelen ser provocadoras, antisistema, irreverentes y humorísticas, abarcando temas de la cultura popular y la crítica social. Algunas de sus canciones más conocidas son “He Visto a la Virgen”, “Monja” o “Mira una Moderna”.

### Historia
El grupo nace como un dúo formado por Fran Látex y Gema Puti, a los que posteriormente se sumaron Javier Fernández y Luis Gil. Tras un tiempo en el circuito underground, en 2008 lanzaron “Domund”, su primer disco de estudio, que incluía la canción “Mira una Moderna”, que se convirtió instantáneamente en símbolo del grupo.
Tras la buena recepción del primer disco, el grupo lanzó en 2011 su segundo trabajo de estudio: “Somos los que sobran”, que es llevó a actuar en diferentes fiestas y festivales del entorno musical independiente durante los siguientes años.
Luego de este disco Javier Fernández y Luis Gil abandonaron la banda, dejando la formación de nuevo como un dúo. En 2022 Rob Seol se incorpora al grupo, que lanza el EP “Pasan Droga”, el primer lanzamiento musical en 11 años y al que acompañó la gira del 20 aniversario de la banda.

### Estilo musical
Putilatex es considerado uno de los máximos exponentes del electroclash en España. Su sonido, una fusión de electro punk, techno pop, música industrial y metal con letras cómicas e irreverentes, los posicionó como pioneros de este género en el país durante los años 2000. Además, se los reconoce como parte de la removida, un movimiento musical contracultural surgido en España entre finales de los años noventa y principios de los dosmiles donde se encuentran también grupos coetáneos como Chico y Chica, Astrud o Alma X.
A lo largo de su trayectoria, Putilatex ha ido más allá del electroclash, experimentando con otros géneros y evolucionando su sonido hacia la electrónica. Sus raíces en este movimiento siguen siendo evidentes y han influenciado a numerosas bandas posteriores tales como Las Bistecs, Ruïnosa y las Strippers de Rahola o Turista Sueca.

### Discografía

#### LPs
- Domund (2008)
- Somos los que Sobran (2011)

#### EPs
- Pasan Droga (2022)